# Transit de Vénus de 1874
Le transit de Vénus de 1874 est le premier transit de la planète du XIXe siècle, huit ans avant le second en 1882. Comme les transits de 1761 et 1769 au siècle précédent, ces deux transits donnent lieu à de nombreuses observations autour du globe, afin de pouvoir mesurer précisément la valeur de l'unité astronomique, la distance entre la Terre et le Soleil.

## Caractéristiques
Le transit a lieu le 9 décembre 1874. Il est alors visible dans l'est de l'Asie (y compris l'Inde), l'Indonésie et l'Australie. Il l'est au lever du soleil sur l'ouest de l'Asie et de l'Afrique. Il l'est au coucher du soleil sur l'océan Pacifique.
Les horaires du transit sont les suivants (en temps universel) :
- 1er contact : 01:49
- 2e contact : 02:18
- Séparation minimale : 04:07
- 3e contact : 05:56
- 4e contact : 06:26
- Durée totale : 4 h et 37 min

## Historique

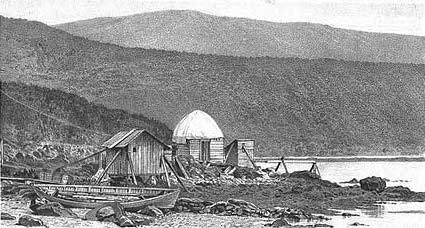
Observatoire établi par l'expédition française sur l'île Campbell lors du transit.

Les travaux de James Gregory en 1663 et Edmond Halley en 1691 et 1716 montrent qu'il est possible de mesurer l'unité astronomique grâce à de nombreuses observations d'un transit en des points suffisamment espacés de la surface du globe. Les transits de Vénus de 1761 et 1769 donnent donc lieu à une multitude d'observations et permettent d'obtenir une valeur de l'unité astronomique relativement précise.
Les transits de 1874 et 1882 fournissent l'occasion de préciser cette valeur. De nombreuses expéditions, par plusieurs pays (6 dont une privée, par l'Angleterre, 6 par la France, 2 par l'Allemagne, 1 par les États-Unis, sans compter les stations d'observation installées par l'Empire russe sur son territoire), sont envoyées sur toutes les zones d'observation possibles, y compris dans des lieux distants comme les îles Kerguelen, l'île Saint-Paul ou l'île Campbell.
En 1890, l'astronome américain Simon Newcomb recoupe les données des quatre derniers transits et calcule pour la parallaxe solaire une valeur de 8,79 seconde d'arc, conduisant à une valeur de l'unité astronomique de 149,9 ± 0,31 millions de km.

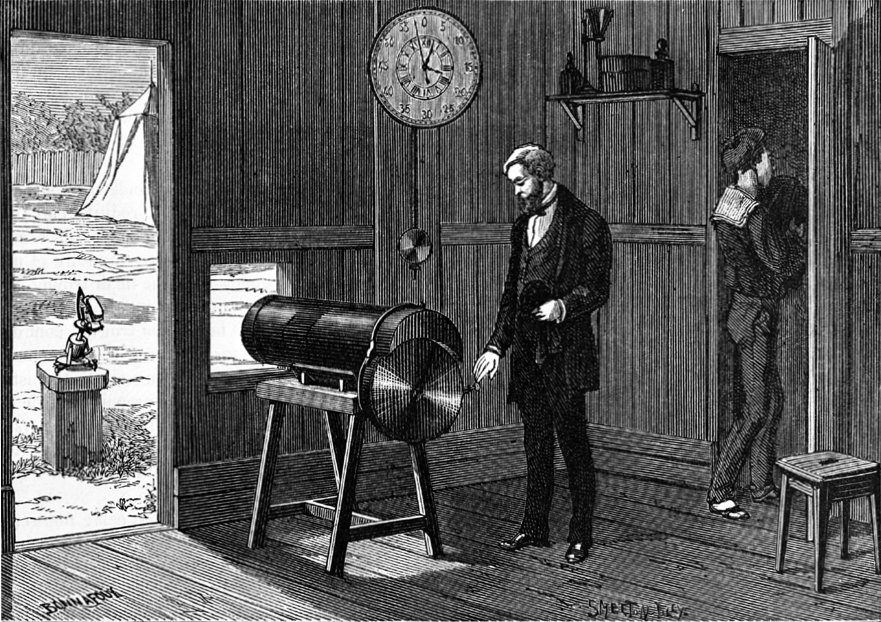
Vue de l'appareil en fonctionnement pendant le passage de Vénus.

Son passage est capturé par le revolver photographique de Jules Janssen : dans le domaine de l'astronomie, il s'agit de « la première fois que la photographie est officiellement convoquée au titre d'outil principal de l'observation, pour remédier aux défauts de la vision humaine ».